# Мабида, Мозес
Мозес Мнкейн Мбеки Мабида (англ. Moses Mncane Mbheki Mabhida; 11 октября 1923 — 8 марта 1986) — политический и профсоюзный деятель ЮАР, в 1978—1984 годах — Генеральный секретарь Коммунистической партии Южной Африки, борец с режимом апартеида.

## Биография
Из крестьян. Зулус. С юности — в профсоюзном движении. В 1942 году вступил в Коммунистическую партию Южной Африки. Работал в Южноафриканском союзе железных дорог и портов. Из-за запрета на многие профсоюзы в 1952—1953 годах ушёл в подполье и полностью посвятил себя работе в профсоюзах.
Принимал активное участие в развитии профсоюзов ЮАР, избрался вице-президентом Южноафриканской федерации профсоюзов. В середине 1950-х годов стал секретарём одного из филиалов Африканского национального конгресса (АНК), тесно сотрудничал с А. Лутули. В 1956 году избран членом Национального исполнительного комитета АНК, а в 1958—1959 годах работал исполняющим обязанности председателя АНК провинция Наталь.
В 1960 году Южноафриканской федерацией профсоюзов был отправлен в Европу в качестве представителя организации на международном уровне. В течение следующих трёх лет занимался организацией в Праге международных акций солидарности Всемирной федерацией профсоюзов с развивающимися африканскими федерациями профсоюзов.
В 1963 году примкнул к вооружённому крылу АНК «Умконто ве сизве», созданному для вооружённой борьбы с режимом апартеида. Прошёл военную подготовку; будучи комиссаром «Умконто ве сизве», был назначен главным политическим инструктором новобранцев, а затем и командиром «Умконто ве сизве». В 1969 году Мабида был переизбран в исполнительный комитет, а также в Революционный совет и Военно-политический совет АНК. Создал службу безопасности и секретную службу АНК, в 1979 году стал членом Комиссии по военно-политической стратегии и генеральным секретарём Коммунистической партии Южной Африки. В то время Мабида был последователем марксизма-ленинизма и сторонником политики СССР и КПСС.
В последующие годы встретил Самору Машела, лидера Фронта освобождения Мозамбика (ФРЕЛИМО), с которым до конца его жизни связывала близкая дружба.
Во время пребывания в Гаване в 1985 году Мабида перенёс сердечный приступ и после непродолжительной болезни умер в Мапуту (Мозамбик) в 1986 году. В 2006 году останки Мабида были эксгумированы и перевезены в Южную Африку, где захоронены 2 декабря 2006 года в Сленгспруте близ Питермарицбурга в присутствии тогдашнего президента Табо Мбеки.

## Награды
- Орден Баобаба (2002, посмертно)

## Память
- Имя Мозеса Мабида присвоено стадиону в Дурбане (ЮАР).